# 유루메이츠
유루메이츠(일본어: ゆるめいつ)는 saxyun이 지은 4컷 만화 작품이다. 월간 망가 클럽에 2005년 6월호부터 게스트로서 단편이 게재되었고, 동년 12월호부터 2020년 3월호까지 정식으로 연재되었다.
망가클럽 2009년 2월호에서는 OVA화가 발표되었고, 망가 라이프 셀렉션 2009년 5월호에 특집으로서 이 OVA의 선행 DVD가 첨부되었다. 2011년 11월에는 TV 애니메이션화되어, 2012년 4월부터 tvk, 선 TV에서 방송했다.

## 줄거리
꿈을 찾기 위해 시골을 나와 도쿄의 예비학교에 입학하려고 상경한 재수생 아이다 유루메. 유루메가 살게 된 것은 도쿄의 변두리에 있는 아파트 메종 드 위시(Maison de Wish)였다. 유루메는 아파트의 화려한 이름에 잔뜩 기대하고 있었지만 현실은 이름뿐인 고물 아파트. 게다가 주민들은 모두 대학시험에 낙마를 거듭하고 있는 사람들. 아파트의 거주자들이 학원에 가지 않고 매일을 우스꽝스럽고 재미있게, 이른바 헐렁하게(ゆる～く, 유루쿠) 보내는 일상을 그리고 있다.

## 등장인물
아이다 유루메 (相田 ゆるめ)
CV. 모모이 하루코
작품의 주인공. 18세 소녀. 갈색 머리에 바보털이 나 있다. 꿈을 찾기 위해 도쿄의 대학에 가려고 시골에서 올라왔다. 메종 드 위시에 입주하면서부터는 자제력이 떨어지면서 삶의 질이 점점 떨어지는 중. 사는 방은 201호.
카와노 사에 (川野 サエ)
CV. 쿠와타니 나츠코
202호에 사는 긴 흑발의 안경 소녀. 약간 남성스러운 성격에, 키가 크고 가슴이 크다. 방이 골판지로 덮여 있기 때문에 '창고지기'라는 별명을 갖고 있다. 착실한 여동생이 있어서 관심을 덜 받는 편. '모자이크 처리된' 학생시절을 보낸 듯하지만 본인은 정상적인 생활을 했다고 생각중. 집세가 연체되는 일이 특히 심해서, 부를 때는 집세 징수와 구분하기 위해 전용 신호를 정해 놓고 있다.
타나카 쿠미 (田中 くみ)
CV. 마츠키 미유
102호에 사는 다소 차분한 성격의 소녀. 하지만 이상한 행동을 많이 하는 데다, 대화에 끼면 화제를 엉뚱한 곳으로 몰아가기 일쑤. 메종 드 위시의 주민 중에서는 학력이 높은 모양이고, 가정교사 아르바이트에 가서는 학생에게 100점을 연발하고 있다.
마츠키치 (松吉)
CV. 히노 사토시
101호에 사는 유일한 남성 거주자. 배가 좀 나왔다. 이미 유아 시절부터 수염과 둥근 안경 상태로 자라왔고, 초등학생 이후부터는 인상이 전혀 변하질 않았다. 그래서인지 초등학교 때 별명은 '사장님'. 어린 시절부터 친구가 없고, 좋은 추억도 없다. 다른 주민에게도 잊혀질 때가 있고, 오해받아 체포당한 일도 있다.
사에의 여동생 (サエの妹)
CV. 타케타츠 아야나
초등학교에 다니는, 사에의 여동생. 검은 트윈테일에 날카로운 눈매를 갖고 있다. 언니와는 대조적으로 성실한 성격인 데다, 메종 드 위시에 와서는 난장판이 된 방을 정리해 주려고 오랫동안 머물고 있다. 하지만 겉으로는 착실해도 아이같은 면도 엿보인다. 이를테면 천둥을 무서워한다. 한편, 엄마는 '그 여자'로 부르고, 아빠는 '아버님(お父さま)'이라고 부르고 있다.
오오카 (大家)
CV. 미야자키 마유
등이 굽은 메종 드 위시의 관리인.
유루메의 엄마 (ゆるめの母)
CV. 사토 카나미 (OVA에서는 미야자키 마유)
유루메의 엄마. '곤란할 때는 이걸 열어보렴'이라면서 유루메에게 식칼을 포장해 준 장본인.

## 코믹스
- 제1권 - 2007년 7월 6일 발매. ISBN 978-4812467084
- 제2권 - 2009년 4월 24일 발매. ISBN 978-4812470701
- 제3권 - 2011년 6월 24일 발매. ISBN 978-4812475836
- 제4권 - 2012년 8월 30일 발매 예정. ISBN 978-4812477984

## OVA 제2기: 유루메이츠 하?
2011년 6월 24일에 발매된 OVA 제2시리즈.

### 각 화 제목 (OVA2)
- 제1화 - 츤데레 자객?의 권 (ツンデレ刺客?の巻)
- 제2화 - 숙제를 둘러싼 모험?의 권(宿題を巡る冒険?の巻)
- 제3화 - 그 약초?의 권 (あの薬草?の巻)
- 제4화 - 원룸에서 조난?의 권 (ワンルームで遭難?の巻)
- 제5화 - 첫 해외 여행?의 권 (初めての海外旅行?の巻)
- 제6화 - 망상 정월 게임?의 권 (妄想正月ゲーム?の巻)

## TV 애니메이션: 유루메이츠 3디

### 각 화 제목 (TVA)
- 제1화 - 유루메 상경하다 (ゆるめ上京する)
- 제2화 - 이미지 치킨 레이스 (イメージ・チキンレース)
- 제3화 - 사실의 거짓 (本当のウソ)
- 제4화 - 피처링 마츠키치 (フューチャリング松吉)
- 제5화 - 우천결행 칠석대회 (雨天決行七夕大会)
- 제6화 - 수박깨기 (スイカ割れ)
- 제7화 - 아이스크림 위기일발 (アイス危機一髪)
- 제8화 - 두 갈래 기상청 (二択気象庁)
- 제9화 - 책상 퍼즐 (天板パズル)